# Misunderstanding (Genesis)
Misunderstanding è un singolo del gruppo musicale inglese Genesis, pubblicato nel 1980 ed estratto dall'album Duke.
Il brano ottenne successo in Nord America: arrivò al quattordicesimo posto nella Billboard Hot 100 e al primo in Canada.

## Tracce
7" (UK)
- Lato A

1. Misunderstanding

- Lato B

1. Evidence of Autumn

7" (USA)
- Lato A

1. Misunderstanding

- Lato B

1. Behind the Lines

## Formazione
- Tony Banks – tastiere
- Phil Collins – voce, batteria, percussioni
- Mike Rutherford – chitarra elettrica, basso

## Classifiche
| Classifica (1980)                | Posizione massima |
| -------------------------------- | ----------------- |
| Canada                           | 1                 |
| Regno Unito                      | 42                |
| Stati Uniti                      | 14                |
| Stati Uniti (adult contemporary) | 32                |